# Sayn-Wittgenstein-Ludwigsburg
Sayn-Wittgenstein-Ludwigsburg fou una línia col·lateral de comtes de la branca Sayn-Wittgenstein-Berleburg creada pel comte Casimir (1694–1741) per al seu germà Lluís Francesc de Sayn-Wittgenstein-Berleburg (1694-1750). La seva seu fou una espectacular residència de dues ales a Berleburg construïda pel mestre fuster Mannus Riedesel. La línia no va tenir territori per governar i, per tant, no tenia estatus a l'imperi; els seus membres van destacar com a oficials al servei del tsar i al segle xx es van dispersar.

## Comtes de Sayn-Wittgenstein-Ludwigsburg
- Lluís Francesc (1694–1750)
- Cristià Lluís Casimir (1725–1797)
- Lluís Adolf Pere (1769–1843)